# Elisabeth Sophie Marie af Slesvig-Holsten-Sønderborg-Nordborg
Elisabeth Sophie Marie af Slesvig-Holsten-Sønderborg-Nordborg (12. september 1683 – 3. april 1767) var en dansk–tysk prinsesse af Slesvig-Holsten-Sønderborg-Nordborg. Hun var datter af Rudolf Frederik af Slesvig-Holsten-Sønderborg-Nordborg og blev gift med Adolf August af Slesvig-Holsten-Sønderborg-Plön i 1701. Efter sin første mands død i 1704 blev hun gift med hertug August Vilhelm af Braunschweig-Wolfenbüttel i 1710 og var hertuginde af Braunschweig-Wolfenbüttel fra 1714 til 1731.